# 세무사 명칭의 사용 제한 사건
세무사 명칭의 사용 제한 사건(2007헌마248)은 대한민국의 헌법재판소 판례이다.

## 사실관계
청구인은 변호사등록을 한 자로 세무사법 제3조 제4호에 의하여 세무사의 자격을 취득하였다. 그런데 세무사법 제6조 제1항, 제20조 제2항에 의하면, 세무사의 자격을 가진 자 중 세무사자격시험에 합격한 자만 세무사등록을 할 수 있고 세무사등록을 한 자 외에는 세무사 또는 이와 유사한 명칭을 사용할 수 없도록 규정되어 있으므로, 결국 청구인과 같이 변호사의 자격으로 자동취득한 사람은 세무사 명칭을 사용할 수 없다. 청구인은 세무사등록을 한 자만 세무사 명칭을 사용할 수 있도록 한 세무사법 제20조 제2항이 자신의 직업의 자유, 행복추구권 및 평등권을 침해한다고 주장하면서 헌법소원심판을 청구하였다.

## 주문
이 사건 심판청구를 기각한다.

## 이유
세무대리업무를 수행하는 방법, 즉 영업의 자유에 대한 제한을 받고 광고제한을 통해 표현의 자유, 그리고 평등권이 침해되는지 심사한다.
상업광고는 표현의 자유의 보호영역에 속하지만 사상이나 지식에 관한 정치적, 시민적 표현행위와는 차이가 있고, 직업수행의 자유에 있어서도 인격발현과 개성신장에 미치는 효과가 중대한 것은 아니다.
세무사와 변호사는 그 자격을 취득하는데 필요한 전문지식에서 많은 차이가 난다. 변호사의 경우 세무대리업무를 할 수 있다는 것을 광고하지 못하는 것은 아니므로 표현하지 못하는 것은 아니므로 표현의 자유 및 직업의 자유를 침해하지 않는다.

##### 평등권 침해 여부
침해가 된다고 보기 어려우므로 그 평등권 심사에 있었던 완화된 심사기준을 적용한다.
이러한 제한이 기본권에 대한 중대한 침해가 된다고 보기 어려우므로 그 평등권 심사에 있어서 완화된 심사기준인 자의금지원칙에 따라야 한다. 적어도 세무대리업무 중 실무적인 부분에 관하여는 사법시험이 세무사자격시험의 전문성을 포섭하거나 이를 대체할 정도에 이르지 못하고 있으므로 그 전문성에 차이가 있다. 변리사는 세무사와는 업무의 내용이 다르며 소송대리인이 될 수 없는 세무사와 차이가 있다. 이를 볼 때 청구인의 평등권을 침해하지 않는다.

## 관련 사건
그러나 헌법재판소는 2018. 4. 26. 선고된 2015헌가19 결정에서 세무사 자격 보유 변호사로 하여금 세무사로서 세무사의 업무를 할 수 없도록 규정한 세무사법 규정은 세무사 자격 보유 변호사의 직업선택의 자유를 침해한다고 보아 헌법불합치 결정을 내렸다. 
특히, 결정 요지에서 다음과 같이 판시하였다.

"세무사의 업무에는 세법 및 관련 법령에 대한 전문 지식과 법률에 대한 해석ㆍ적용능력이 필수적으로 요구되는 업무가 포함되어 있다. 세법 및 관련 법령에 대한 해석ㆍ적용에 있어서는 세무사나 공인회계사보다 변호사에게 오히려 전문성과 능력이 인정됨에도 불구하고, 심판대상조항은 세무사 자격 보유 변호사로 하여금 세무대리를 일체 할 수 없도록 전면적으로 금지하고 있으므로, 수단의 적합성을 인정할 수 없다",

"세무사 자격 보유 변호사는 법률에 의해 세무사의 자격을 부여받은 이상 그 자격에 따른 업무를 수행할 자유를 회복한 것이고, 세무사의 업무 중 세법 및 관련 법령에 대한 해석ㆍ적용이 필요한 업무에 대한 전문성과 능력이 인정됨에도 불구하고, 심판대상조항이 세무사 자격 보유 변호사에 대하여 세무사로서의 세무대리를 일체 할 수 없도록 전면 금지하는 것은 세무사 자격 부여의 의미를 상실시키는 것일 뿐만 아니라, 세무사 자격에 기한 직업선택의 자유를 지나치게 제한하는 것이다"

"소비자가 세무사, 공인회계사, 변호사 중 가장 적합한 자격사를 선택할 수 있도록 하는 것이 세무대리의 전문성을 확보하고 납세자의 권익을 보호하고자 하는 입법목적에 보다 부합한다. 따라서 심판대상조항은 침해의 최소성에도 반한다"

"세무사로서 세무대리를 일체 할 수 없게 됨으로써 세무사 자격 보유 변호사가 받게 되는 불이익이 심판대상조항으로 달성하려는 공익보다 경미하다고 보기 어려우므로, 심판대상조항은 법익의 균형성도 갖추지 못하였다. 그렇다면, 심판대상조항은 과잉금지원칙을 위반하여 세무사 자격 보유 변호사의 직업선택의 자유를 침해하므로 헌법에 위반된다"

## 참고 문헌
- 2007헌마248
- 2015헌가19

## 같이 보기
- 세무사
- 변호사
- 변리사